# Violenti e selvaggi
Violenti e selvaggi (Los salvajes) è un film del 1957 diretto da Rafael Baledón.